# Casiano Delvalle
Casiano Wilberto Delvalle Ruiz (né le 13 août 1970 au Paraguay) est un joueur de football international paraguayen, qui évoluait au poste d'attaquant.